# Système Comstock-Needham

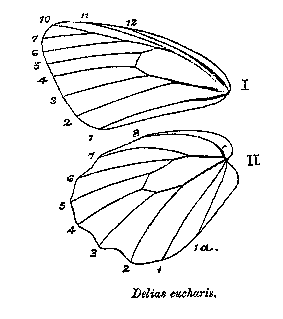
Nervation alaire d'un papillon (Ordre des lépidoptères)

Le système Comstock-Needham est un système de nommage des nervures des ailes des insectes, mis au point par John Henry Comstock (1849-1931) et James George Needham (1868-1957) en 1898. Ce fut un progrès important en montrant l'homologie de toutes les ailes d'insectes.

## La terminologie des veines

### Veines longitudinales

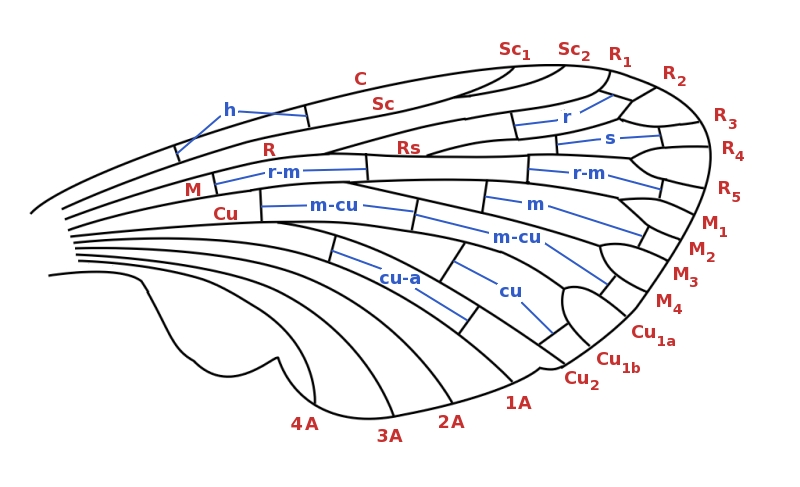
La nervation de l'aile de l'insecte, montrant les noms donnés d'après le système Comstock-Needham

Le système Comstock-Needham attribue des noms différents aux veines sur l'aile de l'insecte. À partir du bord d'attaque de l'aile vers le bord de fuite, les six veines majeures longitudinales ont pour nom :
- costa (C),
- subcosta (Sc),
- radius (R),
- media (M),
- cubitus (Cu),
- veines anales (A).

À part pour les veines costales et anales, chaque veine peut être ramifiée, et dans ce cas les branches sont numérotées de l'avant vers l'arrière. Par exemple, les deux branches de la veine subcostale seront appelées Sc1 et Sc2.
Le radius se divise typiquement une seule fois près de la base, produisant antérieurement la R1 et postérieurement le secteur radial (Rs). Le secteur radial peut se diviser lui-même deux fois.
La veine médiane peut aussi se diviser deux fois, et donne quatre branches atteignant le bord de l'aile.
Selon le système Comstock-Needham, la veine cubitale ne se divise qu'une seule fois, produisant Cu1 et Cu2. Selon d'autres auteurs, Cu1 peut se diviser une seconde fois, produisant les veines Cu1a et Cu1b.
Puisqu'il y a plusieurs veines anales, elles sont appelées 1A, 2A, etc. Elles ne se divisent généralement pas.

### Les veines transversales
Les veines transversales relient les veines longitudinales, et sont nommées selon (par exemple, la veine transversale médio-cubitale est nommée m-cu). Certaines veines transversales ont leur propre nom, comme la veine transversale humérale (h) et la veine sectorale (s).

## Terminologie des cellules

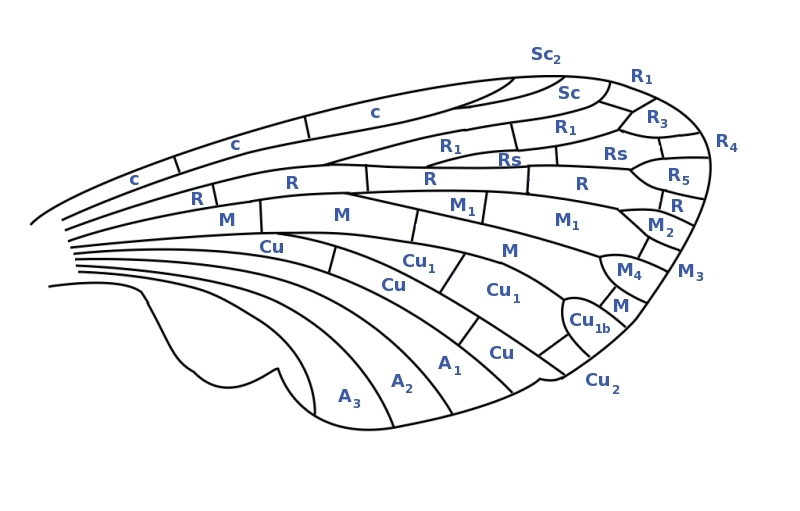
Terminologie des cellules alaires

Les cellules sont nommées d'après la veine du côté antérieur; par exemple, la cellule entre Sc2 et R1 est appelée Sc2. 
Dans le cas où deux cellules sont séparées par une veine transversale mais ont la même veine antérieure longitudinale, elles devraient avoir le même nom. Pour éviter ceci, on leur attribue un nombre. Par exemple, la cellule R1 est divisée en deux par la veine transversale radiale : la cellule basale est alors appelée "première R1", et la cellule distale "seconde R1".
Si une cellule est bordée antérieurement par une veine en fourche, telle que R2 et R3, la cellule est nommée d'après la veine antérieure, dans notre cas R3.
On appelle Lobe jugal la cellule près de la base du bord postérieur de l'aile postérieure.